# 2008–2009-es angol labdarúgó-bajnokság (másodosztály)
A 2008–2009-es angol labdarúgó-másodosztály, más néven The Football League vagy Coca-Cola Football League a bajnokság 17. szezonja a megalakulása óta. 2008 augusztusában kezdődött, és 2009 májusában ért véget a feljutásért tartott play-off mérkőzésekkel. A 2009-es bajnok a Wolverhampton Wanderers lett.

## Változások a előző idényhez képest

### A Championshipből...

#### ...feljutott aPremier League-be
- West Bromwich Albion
- Stoke City
- Hull City

#### ...kiesett aLeague One-ba
- Norwich City
- Scunthorpe United
- Colchester United

### A Championshipbe...

#### ...esett ki aPremier League-ből
- Reading
- Birmingham City
- Derby County

#### ...jutott fel aLeague One-ból
- Swansea City
- Nottingham Forest
- Doncaster Rovers

## Tabella
| #  | Csapat                  | M  | Gy | D  | V  | Lg | Kg | Gk  | P  | Megjegyzés               |
| -- | ----------------------- | -- | -- | -- | -- | -- | -- | --- | -- | ------------------------ |
| 1  | Wolverhampton Wanderers | 46 | 27 | 9  | 10 | 80 | 52 | +28 | 90 | Feljutás: Premier League |
| 2  | Birmingham City         | 46 | 23 | 14 | 9  | 54 | 37 | +17 | 83 | Feljutás: Premier League |
| 3  | Sheffield United        | 46 | 22 | 14 | 10 | 64 | 39 | +25 | 80 | Rájátszás a feljutásért  |
| 4  | Reading                 | 46 | 21 | 14 | 11 | 72 | 40 | +32 | 77 | Rájátszás a feljutásért  |
| 5  | Burnley                 | 46 | 21 | 13 | 12 | 72 | 60 | +12 | 76 | Rájátszás a feljutásért  |
| 6  | Preston North End       | 46 | 21 | 11 | 14 | 66 | 54 | +12 | 74 | Rájátszás a feljutásért  |
| 7  | Cardiff City            | 46 | 19 | 17 | 10 | 65 | 53 | +12 | 74 |                          |
| 8  | Swansea City            | 46 | 16 | 20 | 10 | 63 | 50 | +13 | 68 |                          |
| 9  | Ipswich Town            | 46 | 17 | 15 | 14 | 62 | 53 | +9  | 66 |                          |
| 10 | Bristol City            | 46 | 15 | 16 | 15 | 54 | 54 | 0   | 61 |                          |
| 11 | Queens Park Rangers     | 46 | 15 | 16 | 15 | 42 | 44 | −2  | 61 |                          |
| 12 | Sheffield Wednesday     | 46 | 16 | 13 | 17 | 51 | 58 | −7  | 61 |                          |
| 13 | Watford                 | 46 | 16 | 10 | 20 | 68 | 72 | −4  | 58 |                          |
| 14 | Doncaster Rovers        | 46 | 17 | 7  | 22 | 42 | 53 | −11 | 58 |                          |
| 15 | Crystal Palace          | 46 | 15 | 12 | 19 | 52 | 55 | −3  | 57 |                          |
| 16 | Blackpool               | 46 | 13 | 17 | 16 | 47 | 58 | −11 | 56 |                          |
| 17 | Coventry City           | 46 | 13 | 15 | 18 | 47 | 58 | −11 | 54 |                          |
| 18 | Derby County            | 46 | 14 | 12 | 20 | 55 | 67 | −12 | 54 |                          |
| 19 | Nottingham Forest       | 46 | 13 | 14 | 19 | 50 | 65 | −15 | 53 |                          |
| 20 | Barnsley                | 46 | 13 | 13 | 20 | 45 | 58 | −13 | 52 |                          |
| 21 | Plymouth Argyle         | 46 | 13 | 12 | 21 | 44 | 57 | −13 | 51 |                          |
| 22 | Norwich City            | 46 | 12 | 10 | 24 | 57 | 70 | −13 | 46 | Kiesés: League One       |
| 23 | Southampton             | 46 | 10 | 15 | 21 | 46 | 69 | −23 | 45 | Kiesés: League One       |
| 24 | Charlton Athletic       | 46 | 8  | 15 | 23 | 52 | 74 | −22 | 39 | Kiesés: League One       |

Utolsó frissítés: 2009. május 3.
Forrás: The Football League
Rendezési elv: 1. pontszám; 2. gólkülönbség; 3. lőtt gólok.
1A Southampton tízpontos pontlevonást kapott az őket működtető vállalat elleni csődeljárás miatt. Mivel a tabella utolsó három helyezettje között végzett a csapat, ezért a pontlevonás a következő szezonban lép hatályba.
# = helyezés; M = játszott meccsek száma; Gy = győzelmek; D = döntetlenek; V = vereségek; Lg = lőtt gólok; Kg = kapott gólok; Gk = gólkülönbség; Pont = pontok; (B) = bajnok; (K) = kiesett; (F) = feljutott.

## Rájátszás
|  | Elődöntő | Elődöntő          | Elődöntő | Elődöntő | Elődöntő |   |   | Döntő a Wembleyben | Döntő a Wembleyben | Döntő a Wembleyben |  |
|  |          |                   |          |          |          |   |   |                    |                    |                    |  |
|  | 6        | Preston North End | 1        | 0        | 1        |   |   |                    |                    |                    |  |
|  | 6        | Preston North End | 1        | 0        | 1        |   |   |                    |                    |                    |  |
|  | 3        | Sheffield United  | 1        | 1        | 2        |   |   |                    |                    |                    |  |
|  | 3        | Sheffield United  | 1        | 1        | 2        |   | 3 | Sheffield United   | 0                  |                    |  |
|  |          |                   |          |          |          |   | 3 | Sheffield United   | 0                  |                    |  |
|  |          |                   | 5        | Burnley  | 1        |   |   |                    |                    |                    |  |
|  | 5        | Burnley           | 5        | Burnley  | 1        | 1 | 2 | 3                  |                    |                    |  |
|  | 5        | Burnley           |          |          |          |   |   | 3                  |                    |                    |  |
|  | 4        | Reading           | 0        | 0        | 0        |   |   |                    |                    |                    |  |

### Elődöntők

#### Első mérkőzések
| 2009. május 8. 19:45 (BST) | Preston North End        | 1 – 1                 | Sheffield United                                     | Deepdale Nézőszám: 19 840 Játékvezető: Marriner |
| 2009. május 8. 19:45 (BST) | St Ledger 21' Carter 57' | (1 – 0) (Jegyzőkönyv) | Howard 46' Kilgallon 61' Montgomery 67' Lupoli 90+5' | Deepdale Nézőszám: 19 840 Játékvezető: Marriner |

| 2009. május 9. 17:20 (BST) | Burnley                  | 1 – 0                 | Reading                         | Turf Moor Nézőszám: 18 853 Játékvezető: Atkinson |
| 2009. május 9. 17:20 (BST) | Alexander 84' (11-esből) | (0 – 0) (Jegyzőkönyv) | Matějovský 37' Bikey 83′, 90+4′ | Turf Moor Nézőszám: 18 853 Játékvezető: Atkinson |

#### Visszavágók
| 2009. május 11. 19:45 (BST) | Sheffield United                         | 1 – 0                 | Preston North End                 | Bramall Lane Nézőszám: 26 354 Játékvezető: Wiley |
| 2009. május 11. 19:45 (BST) | Halford 59' S. Quinn 66' Cotterill 90+4' | (0 – 0) (Jegyzőkönyv) | Wallace 40' Parkin 44' Mawéné 78' | Bramall Lane Nézőszám: 26 354 Játékvezető: Wiley |

| 2009. május 12. 19:45 (BST) | Reading                         | 0 – 2                 | Burnley                                            | Madejski Stadium Nézőszám: 19 909 Játékvezető: Riley |
| 2009. május 12. 19:45 (BST) | Duberry 35' Kitson 56' Long 57' | (0 – 0) (Jegyzőkönyv) | Paterson 51' Thompson 58' Kalvenes 14' Elliott 61' | Madejski Stadium Nézőszám: 19 909 Játékvezető: Riley |

### Döntő
| 2009. május 25. 15:00 (BST) | Burnley                               | 1 – 0                 | Sheffield United         | Wembley Stadion, London Nézőszám: 80 518 Játékvezető: Dean |
| 2009. május 25. 15:00 (BST) | Elliott 13' Carlisle 24' Kalvenes 90' | (1 – 0) (Jegyzőkönyv) | Lupoli 90' Ward 75′, 80′ | Wembley Stadion, London Nézőszám: 80 518 Játékvezető: Dean |

## Góllövőlista
| Gól | Név                 | Csapat                  |
| --- | ------------------- | ----------------------- |
| 25  | Sylvan Ebanks-Blake | Wolverhampton Wanderers |
| 21  | Ross McCormack      | Cardiff City            |
| 21  | Jason Scotland      | Swansea City            |
| 18  | Kevin Doyle         | Reading                 |
| 16  | Tommy Smith         | Watford                 |
| 14  | Rob Hulse           | Derby County            |
| 14  | Chris Iwelumo       | Wolverhampton Wanderers |
| 14  | Marcus Tudgay       | Sheffield Wednesday     |
| 14  | Kevin Phillips      | Birmingham City         |

## Díjak
| Hónap      | A hónap edzője   | A hónap edzője   | A hónap játékosa | A hónap játékosa  | Jegyzet       |
| Hónap      | Edző             | Csapat           | Játékos          | Csapat            | Jegyzet       |
| ---------- | ---------------- | ---------------- | ---------------- | ----------------- | ------------- |
| Augusztus  | Mick McCarthy    | Wolves           | Richard Chaplow  | Preston North End | [ 2 ] [ 3 ]   |
| Szeptember | Owen Coyle       | Burnley          | Kevin Doyle      | Reading           | [ 4 ] [ 5 ]   |
| Október    | Dave Jones       | Cardiff City     | Rob Hulse        | Derby County      | [ 6 ] [ 7 ]   |
| November   | Mick McCarthy    | Wolves           | Chris Iwelumo    | Wolves            | [ 8 ] [ 9 ]   |
| December   | Steve Coppell    | Reading          | Stephen Hunt     | Reading           | [ 10 ] [ 11 ] |
| Január     | Roberto Martinez | Swansea City     | Joe Ledley       | Cardiff City      | [ 12 ] [ 13 ] |
| Február    | Chris Coleman    | Coventry City    | Jason Scotland   | Swansea City      | [ 14 ]        |
| Március    | Kevin Blackwell  | Sheffield United | Robbie Blake     | Burnley           | [ 15 ] [ 16 ] |

## Stadionok
| Csapat                  | Stadion              | Befogadóképesség |
| ----------------------- | -------------------- | ---------------- |
| Sheffield Wednesday     | Hillsborough Stadion | 39 814           |
| Derby County            | Pride Park Stadion   | 33 597           |
| Southampton             | St Mary's Stadion    | 32 689           |
| Coventry City           | Ricoh Arena          | 32 609           |
| Sheffield United        | Bramall Lane         | 32 609           |
| Nottingham Forest       | City Ground          | 30 602           |
| Ipswich Town            | Portman Road         | 30 311           |
| Birmingham City         | St Andrew's Stadion  | 30 009           |
| Wolverhampton Wanderers | Molineux Stadion     | 28 525           |
| Charlton Athletic       | The Valley           | 27 111           |
| Crystal Palace          | Selhurst Park        | 26 309           |
| Norwich City            | Carrow Road          | 26 034           |
| Preston North End       | Deepdale             | 24 500           |
| Reading                 | Madejski Stadion     | 24 161           |
| Barnsley                | Oakwell              | 23 009           |
| Burnley                 | Turf Moor            | 22 546           |
| Cardiff City            | Ninian Park          | 22 008           |
| Bristol City            | Ashton Gate          | 21 497           |
| Swansea City            | Liberty Stadion      | 20 532           |
| Watford                 | Vicarage Road        | 19 920           |
| Plymouth Argyle         | Home Park            | 19 500           |
| Queens Park Rangers     | Loftus Road          | 19 128           |
| Doncaster Rovers        | Keepmoat Stadium     | 15 231           |
| Blackpool               | Bloomfield Road      | 9 788            |